# سفارت سوئد در بغداد
سفارت سوئد در بغداد (به عربی: سفارة السوید فی العراق) یک سفارت در عراق است که در بغداد واقع شده‌است.
این سفارت در روز پنجشنبه ۲۹ تیر ۱۴۰۲، در اعتراض به سوزاندن قرآن در سوئد، توسط هواداران مقتدا صدر، پس از بالارفتن از دیوارهای سفارت، به آتش کشیده شد.